# Abelia chowii
Abelia chowii là một loài thực vật có hoa trong họ Kim ngân. Loài này được Gin Hoo mô tả khoa học đầu tiên năm 1951.
Tên gọi trong tiếng Trung: 泰宁六道木 (Thái Ninh lục đạo mộc), 福建六道木 (Phúc Kiến lục đạo mộc), 周氏六道木 (Chu thị lục đạo mộc).
Theo Plants of the World Online thì loài này có ở đông nam Trung Quốc.